# James Storm (Ruderer)
James „Jim“ Eugene Storm (* 2. Februar 1941 in San Diego) ist ein ehemaliger amerikanischer Ruderer.
James Storm vom San Diego Rowing Club war mit 2,02 m im amerikanischen Team 1964 der größte Sportler, der nicht zum Basketballteam gehörte. Storm trat zusammen mit Seymour Cromwell im Doppelzweier an und gewann die Silbermedaille mit zweieinhalb Sekunden Rückstand auf den sowjetischen Doppelzweier mit Oleg Tjurin und Boris Dubrowski. Zwei Jahre später erkämpften Seymour und Storm die Silbermedaille bei den Weltmeisterschaften 1966 hinter den Schweizern Melchior Bürgin und Martin Studach. Bei den Panamerikanischen Spielen 1967 siegte Storm zusammen mit James Dietz. 
1971 schloss Storm sein Medizinstudium an der University of California ab und war danach als Psychiater tätig.